# Balmis
Balmis (tiếng Ả Rập: بلميس) là một ngôi làng Syria nằm ở Jisr al-Shughur Nahiyah ở huyện Jisr al-Shughur, Idlib. Theo Cục Thống kê Trung ương Syria (CBS), Balmis có dân số 1346 trong cuộc điều tra dân số năm 2004.